# Die Pariserin (Polka)
Die Die Pariserin ist eine Polka-française von Johann Strauss Sohn (op. 238). Das Werk wurde am 6. Mai 1860 in Ungers Casino in Wien erstmals aufgeführt.